# David de la Torre Altamirano
David Israel de la Torre Altamirano SS.CC (Quito, 8 de noviembre de 1972) eclesiástico, profesor, filósofo y teólogo católico ecuatoriano, obispo auxiliar de Quito y secretario general de la CEE.

## Biografía
David Israel nació el 8 de noviembre de 1972, en la ciudad ecuatoriana de Quito.
Realizó su formación primaria en la Escuela Particular Asociación Cristiana de Jóvenes, y la secundaria en el Colegio Fiscal Juan Pío Montufar.
Realizó estudios de Filosofía (1990-1993), en la Pontificia Universidad Católica del Ecuador (PUCE).
En 1995, fue enviado a París, donde hizo estudios de lengua y cultura francesa en el Instituto Católico de París, hasta 1996. Tras realizar estudios en las Facultades Jesuitas de París – Centre Sèvres (1996-1999), obtuvo la licenciatura en Teología.
En Londres, realizó estudios avanzados de inglés (1999-2000), también acompañando pastoralmente a los migrantes ecuatorianos del sur de Londres, en la diócesis de Southwark.
Consiguió en el Instituto Católico de París 2000-2002), la maestría en Teología con especialización en Teología dogmática y Teología fundamental. Luego, en 2003, consiguió su diplomado de Estudios Doctorales en Cristología.   

### Vida religiosa
En 1990, entró en el postulantado de los Padres de los Sagrados Corazones, en Quito. En 1994, fue admitido en el noviciado de la Congregación de los Sagrados Corazones, en Chile.
El 27 de marzo de 1995 hizo su profesión religiosa temporal. Realizó la profesión solemne el 27 de marzo de 1999; ambas en Quito.
Su ordenación sacerdotal fue el 3 de agosto de 2001, en la Iglesia de los Sagrados Corazones de San Carlos de Quito; a manos del cardenal-arzobispo Antonio González Zumárraga.
Como sacerdote desempeñó los siguientes ministerios:
- Director del Centro de Pastoral Universitaria de la su congregación, en Quito (2003-2009).
- Profesor (2003-2019) y director (2008-2019) de la Escuela de Teología de la PUCE.
- Superior viceprovincial de los Padres franceses, en Ecuador (2007-2017).
- Coordinador de la formación inicial en América Latina y miembro de la Comisión internacional de formación inicial de su congregación (2008-2017).
- Párroco de los Sagrados Corazones de San Carlos de Quito (2008-2019).
- Profesor principal (2011-2019) y profesor principal ordinario (2015-2019) de la Facultad de Teología de la PUCE.

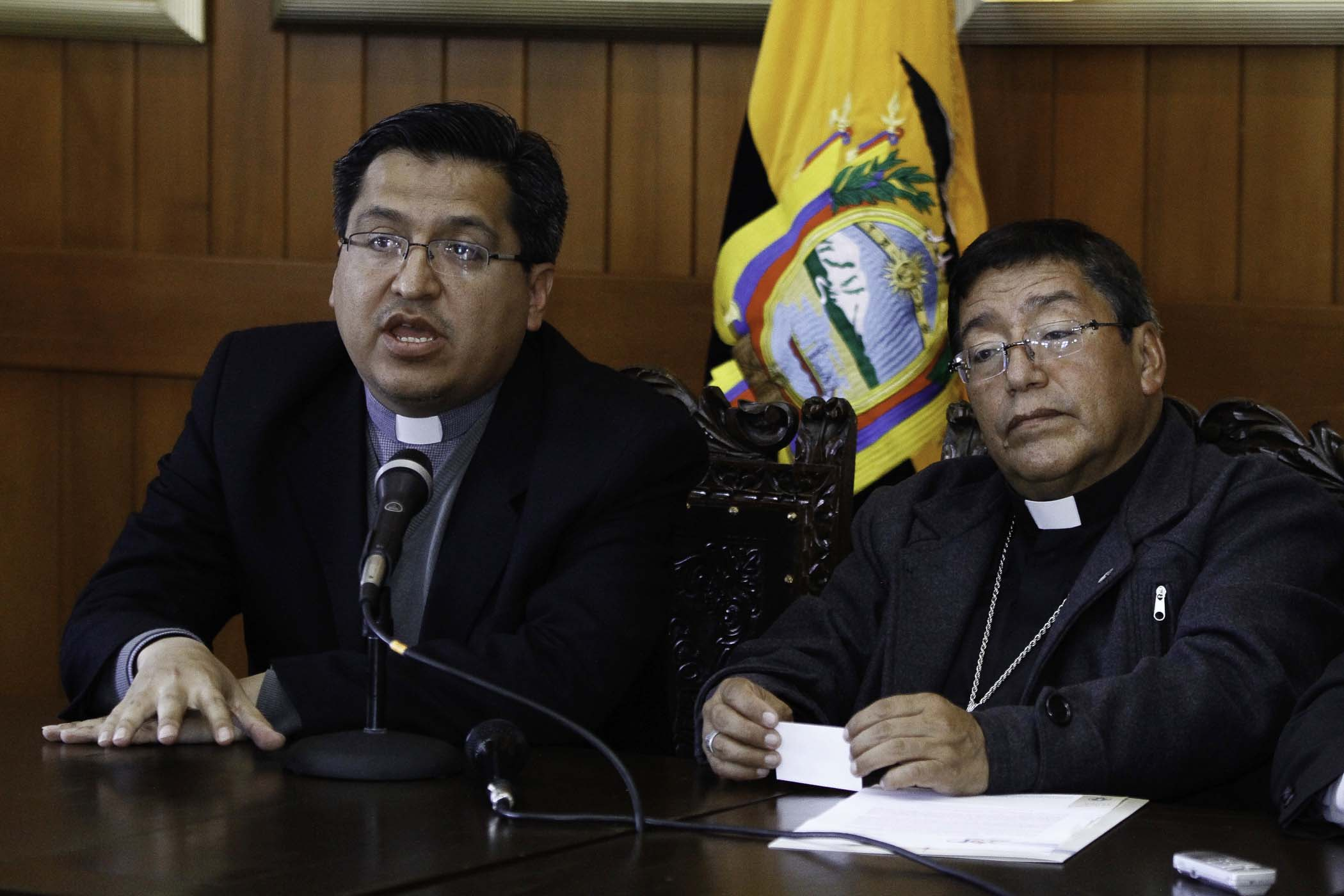
David de la Torre junto a René Coba Galarza en 2015.

- Vocero oficial de la CEE, para la visita del papa Francisco a Ecuador (marzo a julio de 2015).
- Miembro del Consejo Presbiteral y del Colegio de Consultores de la arquidiócesis de Quito (2016-2019).
- Representante del Arzobispo de Quito (Gran canciller de la PUCE) al Consejo Superior de la PUCE (2017-2019).
- Director del Centro Teológico-Pastoral Arquidiocesano de Quito (2017-2019).

## Episcopado

### Obispo Auxiliar de Quito
El 18 de octubre de 2019, el papa Francisco lo nombró obispo titular de Bagai y obispo auxiliar de Quito. Fue consagrado el 7 de diciembre del mismo año, en la Iglesia de la Dolorosa, a manos del arzobispo Alfredo Espinoza Mateus SDB.
- Secretario General de la Conferencia Episcopal Ecuatoriana, desde el 11 de noviembre de 2020.[3]
- Nombrado Padre Sinodal de la XVI Asamblea General del Sínodo de los Obispos sobre la Sinodalidad en representación de la Conferencia Episcopal Ecuatoriana. (Roma 2023-2024).